# Romano Sion
Romano Sion (Paramaribo, 9 juni 1971) is een voormalig Nederlands profvoetballer van Surinaamse komaf.
Sion debuteerde in het seizoen 1988/89 in de eredivisie bij FC Haarlem. Hierna speelde hij als aanvaller onder meer bij SVV/Dordrecht'90, FC Groningen, SD Compostela en hij sloot zijn loopbaan na 328 wedstrijden en 58 doelpunten af bij Rio Ave FC.
Na zijn professionele loopbaan speelde hij in het seizoen 2007/08 nog in de hoofdklasse als verdediger bij PKC'83. Bij een eerdere poging bij WKE kwam hij nooit opdagen. Naast het voetbal kwam Sion regelmatig in het nieuws met aan criminaliteit gerelateerde problemen.

## Loopbaan
- 1988/12-91:  FC Haarlem
- 01-1992/92:  SVV/Dordrecht'90
- 09/1992-12/92  Millwall FC (huur)
- 1993/1994:  Dordrecht '90
- 1993/94:  RBC (huur)
- 1994/12-96:  FC Groningen
- 01-1997/97:  Emmen
- 1997/12-00:  SD Compostela
- 01-2001/02:  Vitória Guimarães
- 2002/03:  Rio Ave FC
- 2003:  Universidad de Las Palmas CF
- 2004/05:  WKE
- 2007/08:  PKC'83
- 2008/09:  Oldambtster Boys
- 2009/10:  VV Borgercompagnie